# Người Ma Thoa
Người Ma Thoa (tiếng Trung: 摩梭族; Hán-Việt: Ma Thoa tộc; bính âm: Mósuō zú), tên tự gọi là Nạp, Nạp Nhật, Nạp Hằng, là một nhóm dân tộc nhỏ sống ở tỉnh Vân Nam và tỉnh Tứ Xuyên, trên ranh giới với Tây Tạng, thuộc vùng đông nam dãy Himalaya ở Trung Quốc ().
Dân số người Ma Thoa vào khoảng 40.000 người, phần nhiều sống ở vùng Vĩnh Ninh quanh hồ Lô Cô, trong các huyện Ninh Lạng, Mộc Lý, và Diêm Nguyên.

## Phân loại sắc tộc
Hiện không có sự thống nhất về phân loại sắc tộc Ma Thoa.
Mặc dù người Ma Thoa có sự khác biệt về văn hóa với người Nạp Tây, chính phủ Trung Quốc chỉ coi họ là thành viên của nhóm thiểu số người Nạp Tây. Người Nạp Tây có khoảng 320.000 người, phân bố rộng khắp các tỉnh khác nhau ở Trung Quốc. Văn hoá của họ đã được các học giả bản địa Lạp Mộc Kiết Thổ Tát (拉木嘎吐萨), Lạp Tha Mi Đạt Thạch (拉他咪达石), Dương Lệ Phân (杨丽芬) và Hà Mỹ nghiên cứu và đăng tải .
Người Ma Thoa tự coi họ là một nhóm sắc tộc tương đối độc lập, với tên tự gọi là Nạp. Họ giữ nhiều nét của văn hóa Tây Tạng, trong khi đó người Nạp Tây chịu nhiều ảnh hưởng của văn hóa Hán. Họ thực hành hai tôn giáo là Đạt Ba giáo và Phật giáo Tây Tạng .

## Phong cách sống
Các tài liệu truyền thông về văn hoá của người Ma Thoa có xu hướng làm nổi bật tính dục kỳ lạ gọi là tẩu hôn (chữ Hán: 走婚, bính âm: zǒu hūn), mà nhiều người Trung Quốc diễn giải là "tình yêu tự do". Họ sống theo chế độ mẫu hệ đa phu, một vùng đất mà phụ nữ cai trị. Trong một gia đình thì người đàn ông sống cùng người thân và đảm nhận chăn nuôi, đánh cá,... Tuy nhiên ở vai trò người chồng thì đàn ông không phải là thành viên thường trực, và không chịu trách nhiệm về kinh tế cũng như trong việc nuôi dạy con cái . Trong một số trường hợp quan sát được thì nam giới chỉ có mặt để làm bạn tình trong vài ngày .
Theo quan niệm về lịch sử loài người thịnh hành ở Trung Quốc, thì lối sống đó mang đặc tính của một xã hội chưa phát triển, còn sót lại từ thời xã hội nguyên thủy .